# 岩見沢市立図書館
岩見沢市立図書館（いわみざわしりつとしょかん）は北海道岩見沢市にある公立図書館。市内春日町の本館のほか、合併前の旧栗沢町・北村から引き継いだものを含む3つの分館を有する。

## 概要
- 1951年9月1日 - 市内2条東2丁目に開設
- 1955年10月21日 - 市民会館内に移転
- 1971年2月1日 - 新築後の市民会館へ再移転
- 2001年9月1日 - 現在地へ三度目の移転
- 2002年 - 短期間の試験運用ではあったが、当時まだ黎明期だった電子書籍の閲覧サービスを国内の公立図書館で初めて導入
- 2009年 - 照明を落としロウソクや懐中電灯の灯の中で朗読会やミニシアター上映などを行う企画「ナイト・ライブラリー」を始める
- 2014年 - 文部科学大臣表彰「子どもの読書活動優秀実践図書館」に選定

ナイト・ライブラリー（2013年8月）
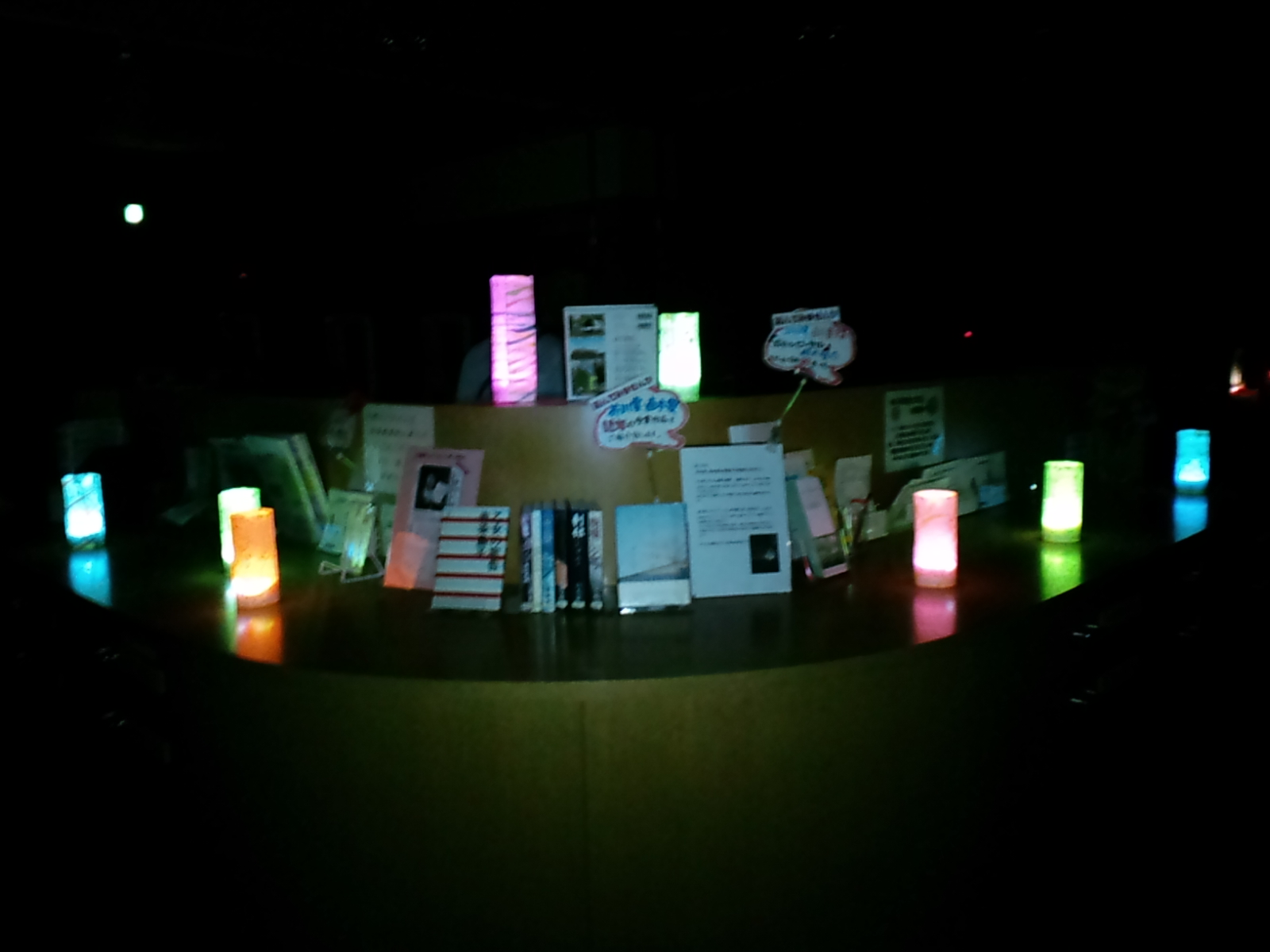
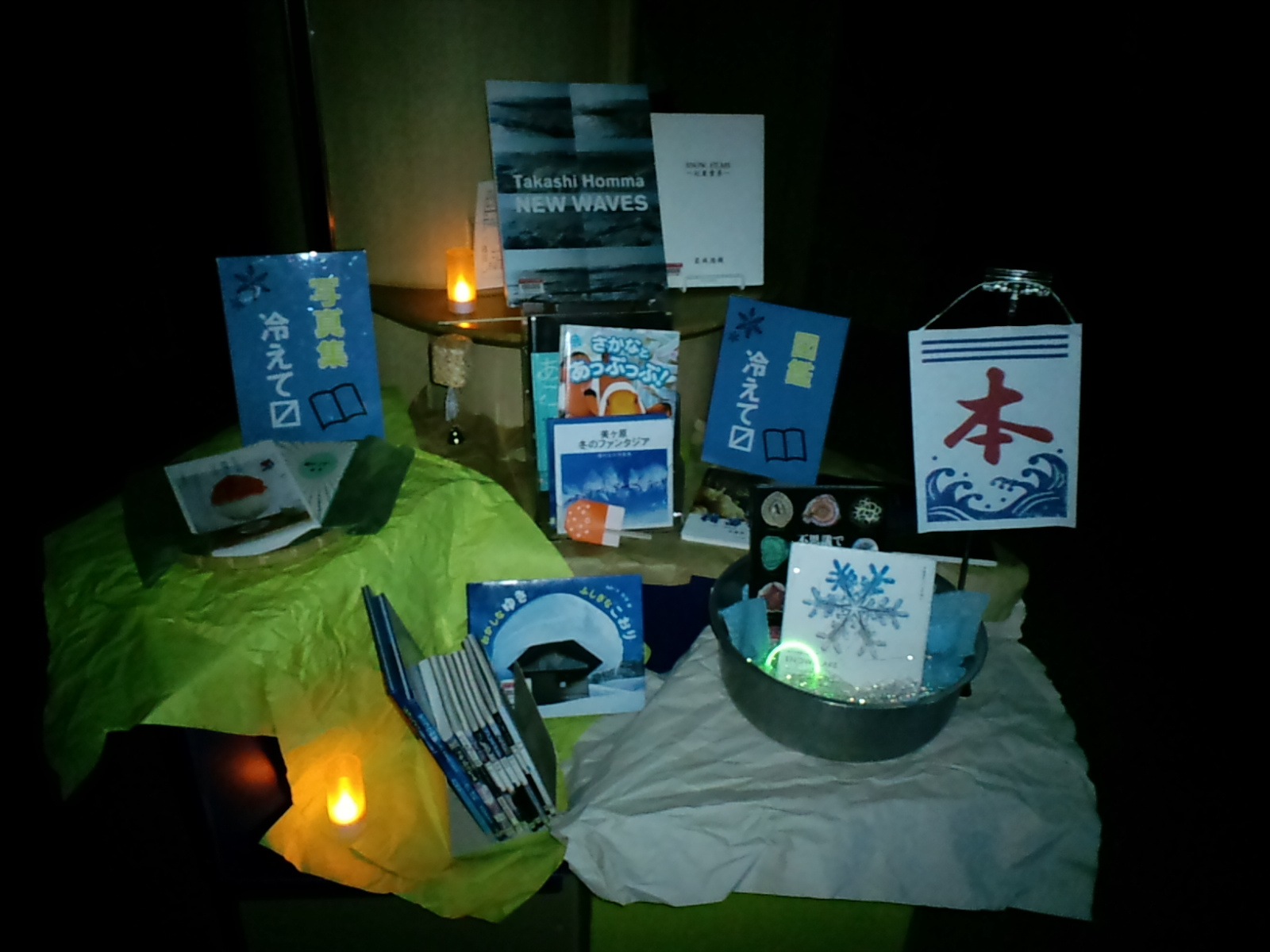

## 施設
書架は1・2階双方に設置。開架書架15万冊・閉架書架5万冊の収蔵能力に対し、現在の蔵書数は22万3129冊。
| 階  | 施設                                                                                               |
| --- | -------------------------------------------------------------------------------------------------- |
| 2階 | 会議室 多目的ホール                                                                                |
| 1階 | 総合案内・サービスカウンター 地域・参考資料室 視聴覚ブース 新聞・雑誌コーナー ブラウジングコーナー |

## 開館スケジュール
火 - 金曜の10時から19時、土 - 日曜の10時から17時30分。
休館日は月曜、祝日、12月29日～1月4日。その他、月末整理日（月の最後の月曜日を除く平日）および特別図書整理期間。

## アクセス
最寄駅は岩見沢駅だが距離がある。北海道中央バス（岩見沢営業所）「市立図書館前」下車すぐ。

## 周辺
- 岩見沢市役所
- 岩見沢東高等学校
- 東山公園
- 玉泉館跡地公園

## 分館
来夢21図書館
合併前の旧栗沢町の図書館。複合文化施設「来夢21」2階に設置。
北村学習交流館
合併前の旧北村の図書室。岩見沢市役所北村支所1階に設置。
第一小学校図書館
学校内の図書室を分館の一つとして一般開放している。

## 補足
- 市内春日町の本館のほか、合併前の旧栗沢町・北村から引き継いだものを含む3つの分館を有するが、この頁では主に本館について述べる。
- 「ナイト・ライブラリー」を始めとする利用増を目指してユニークな施策を展開している。